# Sollevamento pesi ai Giochi della IX Olimpiade - Pesi leggeri
La competizione della categoria pesi leggeri (fino a 67,5 kg.) di sollevamento pesi ai Giochi della IX Olimpiade si tenne i giorni 28 e 29 luglio 1928 al Krachtsportgebouw di Amsterdam.

## Regolamento
La classifica era ottenuta con la somma delle migliori alzate delle seguenti 3 prove:
- Distensione lenta
- Strappo
- Slancio

Su ogni prova ogni concorrente aveva diritto a tre alzate.

## Risultati
| Pos.   | Atleta             | Nazione        | Totale | Distensione lenta | Distensione lenta | Distensione lenta | Strappo | Strappo | Strappo | Slancio | Slancio | Slancio |
| Pos.   | Atleta             | Nazione        | Totale | 1                 | 2                 | 3                 | 1       | 2       | 3       | 1       | 2       | 3       |
| ------ | ------------------ | -------------- | ------ | ----------------- | ----------------- | ----------------- | ------- | ------- | ------- | ------- | ------- | ------- |
| Oro    | Kurt Helbig        | Germania       | 322,5  | 85,0              | 90,0              | 92,5              | 90      | 95      | 97,5    | 125     | 130     | 135,0   |
| Oro    | Hans Haas          | Austria        | 322,5  | 77,5              | 82,5              | 85,0              | 97,5    | 102,5   | 105,0   | 130     | 135,0   | 137,5   |
| Bronzo | Fernand Arnout     | Francia        | 302,5  | 80                | 85,0              | 85,0              | 90      | 95,0    | 97,5    | 115     | 120,0   | 125,0   |
| 4      | Albert Aeschmann   | Svizzera       | 297,5  | 80                | 85                | 87,5              | 90,0    | 95,0    | 95,0    | 115     | 120,0   | 125,0   |
| 5      | Willi Reinfrank    | Germania       | 295,0  | 85,0              | 85,0              | 90,0              | 90,0    | 95,0    | 95,0    | 120,0   | 125,0   | 125,0   |
| 6      | Jules Meese        | Francia        | 292,5  | 85                | 90,0              | 92,5              | 82,5    | 87,5    | 87,5    | 110     | 115,0   | 115,0   |
| 7      | Anton Hangel       | Austria        | 287,5  | 77,5              | 77,5              | 77,5              | 90,0    | 90,0    | 97,5    | 120,0   | 130,0   | 130,0   |
| 8      | Gastone Pierini    | Italia         | 282,5  | 85                | 90,0              | 92,5              | 82,5    | 82,5    | 82,5    | 105     | 110,0   | 110,0   |
| 9      | Joseph Jaquenoud   | Svizzera       | 275,0  | 75                | 80,0              | 85,0              | 82,5    | 82,5    | 87,5    | 100     | 107,5   | 112,5   |
| 10     | Cor Tabak          | Paesi Bassi    | 270,0  | 72,5              | 77,5              | 77,5              | 77,5    | 82,5    | 85,0    | 110     | 115,0   | 117,5   |
| 11     | Josef Matejcek     | Cecoslovacchia | 265,0  | 75                | 80,0              | 82,5              | 72,5    | 77,5    | 80,0    | 100     | 107,5   | 107,5   |
| 12     | V. Van Hamme       | Belgio         | 262,5  | 77,5              | -                 | -                 | 75      | 80,0    | 80,0    | 105,0   | 107,5   | -       |
| 13     | Menotti Pozzacchio | Lussemburgo    | 260,0  | 70                | 75,0              | 77,5              | 75      | 80,0    | 82,5    | 105,0   | 105,0   | 110,0   |
| 14     | Gerrit Roos        | Paesi Bassi    | 255,0  | 75,0              | 80,0              | 80,0              | 75,0    | 75,0    | 80,0    | 105,0   | 110,0   | 110,0   |
| 15     | Helge Sjögren      | Svezia         | 252,5  | 65                | 70,0              | 75,0              | 77,5    | 82,5    | 82,5    | 105,0   | 105,0   | 105,0   |
| 16     | Henry Nissen       | Danimarca      | 245,0  | 65                | 70,0              | 75,0              | 70      | 75,0    | 80,0    | 95      | 100,0   | 105,0   |
| -      | J. Adriaenssens    | Belgio         | DNF    | 75,0              | -                 | -                 | -       | -       | -       | -       | -       | -       |
| -      | César Garibaldi    | Argentina      | DNF    | 72,5              | -                 | -                 | -       | -       | -       | -       | -       | -       |